# Élie Bloch
Pour les articles homonymes, voir Bloch.
Élie Bloch, né Éliézer-Léopold Bloch le 8 juillet 1909 à Dambach-la-Ville dans le Bas-Rhin et mort en décembre 1943 à Auschwitz est un rabbin français. Résistant, il est déporté et assassiné à Auschwitz.

## Biographie

### Enfance et formation
La famille Bloch a pour origine Grussenheim (Haut-Rhin) où  elle vit depuis plus de deux siècles. La branche maternelle, la famille Debré est originaire du village de Westhoffen.
Éliézer-Leopold Bloch est né le 8 juillet 1909 à Dambach-la-Ville (Haut-Rhin). Son père Joseph Bloch est rabbin de Dambach-la-Ville mais c’est à Barr, où est transféré le siège du rabbinat, qu’il passe l’essentiel de son enfance. Il a deux sœurs, Angèle et Andrée. 
Après son baccalauréat, il prend une décision qui surprend ses proches, au lieu de s'engager dans une carrière rabbinique il s'inscrit à l'École de tissage et de filature de Mulhouse. Il en sort en 1928 avec un diplôme de premier ordre dans la spécialité de tissage, il entre dans l’entreprise d’Henri Bloch à Sainte-Marie aux Mines.
En octobre 1929, il décide de rejoindre le Séminaire israélite de France, rue Vauquelin à Paris où il est accueilli par le directeur, le grand rabbin Jules Bauer.
Il fréquente quelques mois la Yechiva Etz Haïm de Montreux.
À la fin de l’année 1934, il obtient le diplôme de rabbin.

### Rabbin de la jeunesse de Metz
En septembre 1935, Élie Bloch est nommé à Metz, rabbin adjoint chargé de la jeunesse auprès du grand rabbin Nathan Netter. il devient le lien entre deux communautés, les Juifs messins assez francisés et les nouveaux Juifs arrivés d’Europe de l’Est.
Le 22 décembre 1936, il épouse l’une de ses élèves, à peine âgée de 18 ans, Georgette Samuel, fille du chef du Consistoire de Moselle. En 1937 naît leur fille Myriam.

### Aumônier des évacués et des réfugiés
En septembre 1939, les habitants de la Moselle rejoignent les départements de la Vienne, de la Charente et de la Charente-Maritime. Environ 200 000 Lorrains y sont transférés dont près de 4 000 Juifs.
Elie Bloch est nommé aumônier des Juifs évacués. Depuis le début du 14e siècle, il n’y a plus de Juifs dans le Poitou donc aucun lieu de culte, il se démène pour édifier des lieux de prières.

### Rabbin du camp de Poitiers
Le 22 juin 1940, les troupes allemandes pénètrent dans Poitiers. Poitiers et Angoulême sont en zone occupée, où se trouve piégée la majorité de Juifs Mosellans. Le grand rabbin Netter se réfugie en Gironde. 
À Royan, le  hazzan, Isaac Binn, d’origine allemande, est arrêté et interné au camp de Libourne (Gironde).
Le 15 juillet 1941, une grande rafle est organisée par le préfet de région, des juifs de la Vienne sont internés au camp de concentration des Nomades, route de Limoges à Poitiers.
Il devient le responsable de l'UGIF pour la région de Poitiers où il se dépense sans compter pour les internés du camp de la route de Limoges. Il est aidé dans cette tâche par sa première secrétaire, Charlotte Rosenbaum, que remplace ensuite Régine Breidick, ainsi que par Michel Rosenblum et David Friedmann. Assisté par Mme Valensi, assistante sociale, il finance ces aides à l’aide de ses propres collectes et avec les fonds fournis par le  dispensaire "la Mère et l’enfant" plus connu sous l’appellation du Comité de la rue Amelot.
Grâce aux démarches de l'assistante sociale ainsi qu’au soutien du personnel de la préfecture de Poitiers, le 24 novembre 1941, 66 enfants de moins de 14 ans sont autorisés à quitter le camp, une partie est placée dans un home d’enfants, l’autre dans des familles juives de la Vienne.
Il ne peut éviter les déportations organisées à partir du camp de Poitiers, du 18 juillet 1942, date du premier convoi au 5 mai 1944, date du dernier, en 12 transferts vers le camp de Drancy, 1 600 Juifs sont déportés.
Élie Bloch, aidé par le père Jean Fleury, l’aumônier des Tsiganes du camp de Poitiers, assiste tous ceux qui souhaitent franchir la ligne de démarcation. Avec le concours du prêtre catholique et de ses amis, parmi lesquels figurent plusieurs femmes, Hélène Durand, Constance de Saint-Seine, Suzanne Bourlat, Aline Peltier et Pierrette Poirier, des adultes et enfants sont cachés dans les campagnes poitevines. Le père Fleury qui dispose de contacts à la préfecture, grâce à Hélène Marzelier et Jeanne Fayolle, prévient des arrestations futures. Aujourd’hui toutes ces personnes appartiennent aux Justes parmi les nations. Dans la région de Niort, une équipe de pasteurs protestants, produit de faux papiers et met à l’abri de nombreux enfants. Il s’agit de Marc Jospin, André Encrevé et surtout Georges Casalis à Moncoutant. Grâce au courage de toutes ces équipes, environ 400 personnes sont sauvées dont une moitié d’enfants.

### Déportation
Le 22 janvier 1943, sa femme est arrêtée sur dénonciation. Venu pour la faire libérer, le 11 février 1943 il est arrêté à son tour avec sa fille âgée de 5 ans. Ils sont internés au camp de la route de Limoges à Poitiers puis, le 24 février 1943 au camp de Drancy puis déportés tous les trois sans retour le 17 décembre 1943 où ils sont assassinés à leur arrivée.

## Distinction
- Médaille de la Résistance française (31 mars 1947)[4]

## Hommage
- La rue de la synagogue de Metz est nommée rue du Rabbin-Élie-Bloch à sa mémoire[5],[6].
- Bosquet Rabbin Élie Léopold Bloch, Israël[7].

## Pour approfondir